# Централизованная система мониторинга
Централизованная система мониторинга (англ. Central Monitoring System, CMS) — компьютерная система слежения, используемая правительством Индии, аналог программы PRISM АНБ США. Принята парламентом Индии в 2012 году и начала свою деятельность в апреле 2013 года. Обозреватель газеты The Hindu Ш. Сингх отмечал, что возможности этой программы «угрожают быть столь же серьёзными, как скандальный проект PRISM правительства США».

## Функции
CMS позволяет правительству Индии прослушивать телефонные разговоры, читать сообщения электронной почты и текстовых сообщения в Интернет-мессенджерах, вести мониторинг сообщений в Facebook, Twitter, LinkedIn и отслеживать поиск в Google. CMS в состоянии перехватывать переговоры по 900 млн номеров мобильной и стационарной телефонной связи стандартов GSM и CDMA, и отслеживает действия 160 миллионов интернет-пользователей в реальном времени через защищенные выделенные линии Ethernet.
CMS была разработана на государственном индийском предприятии Центр развития телематики, расположенном на окраине Нью-Дели.

## Критика
«Хьюман Райтс Вотч» предупредила, что CMS может поставить под угрозу гражданские свободы, вторгаясь в частную жизнь граждан Индии.